# Alfavirus
Alfavirus (Alphavirus) je rod virusov RNK in edini rod v družini togavirusov (Togaviridae).
So srednje veliki ikozaedrični virusi z enoverižno RNK in ovojnico. Povzročajo bolezni pri različnih vrstah vretenčarjev. Večina okužuje tudi členonožce, ki viruse prenašajo, sami pa ne zbolijo.

## Taksonomija
Sprva je družina Togaviridae vključevala tudi današnje Flaviviruse, znotraj rodu Alphavirus. Flavivirusi so bili kasneje razvrščeni v svojo lastno družino, saj so bile s sekvenciranjem ugotovljene zadostne razlike v primerjavi z alfavirusi. Rubella virus was formerly included in the family Togaviridae in its own genus Rubivirus, but is now classified in its own family Matonaviridae. Alphavirus is now the sole genus in the family.
Rod vključuje sledeče vrste:
- Aura virus
- Barmah Forest virus
- Bebaru virus
- Caaingua virus
- Cabassou virus
- Chikungunya virus
- Eastern equine encephalitis virus
- Eilat virus
- Everglades virus
- Fort Morgan virus
- Getah virus
- Highlands J virus
- Madariaga virus
- Mayaro virus
- Middelburg virus
- Mosso das Pedras virus
- Mucambo virus
- Ndumu virus
- O'nyong'nyong virus
- Pixuna virus
- Rio Negro virus
- Ross River virus
- Salmon pancreas disease virus
- Semliki Forest virus
- Sindbis virus
- Southern elephant seal virus
- Tonate virus
- Trocara virus
- Una virus
- Venezuelan equine encephalitis virus
- Western equine encephalitis virus
- Whataroa virus

Sedem kompleksnih:
Barmah Forest virus complex
Barmah Forest virus
Eastern equine encephalitis complex
Eastern equine encephalitis virus (seven antigenic types)
Middelburg virus complex
Middelburg virus
Ndumu virus complex
Ndumu virus
Semliki Forest virus complex
Bebaru virus
Chikungunya virus
Getah virus
Mayaro virus
Podtip: Una virus
O'nyong'nyong virus
Podtip: Igbo-Ora virus
Ross River virus
Podtip: Sagiyama virus
Semliki Forest virus
Podtip: Me Tri virus
Venezuelan equine encephalitis complex
Cabassou virus
Everglades virus
Mosso das Pedras virus
Mucambo virus
Paramana virus
Pixuna virus
Rio Negro virus
Trocara virus
Podtip: Bijou Bridge virus
Venezuelan equine encephalitis virus
Western equine encephalitis complex
Aura virus
Babanki virus
Kyzylagach virus
Sindbis virus
Ockelbo virus
Whataroa virus
Recombinants within this complex
Buggy Creek virus
Fort Morgan virus
Highlands J virus
Western equine encephalitis virus
Nerazporejeno
Eilat virus
Mwinilunga alphavirus
Salmonid Alphavirus
Southern elephant seal virus

Tonate virus
Caaingua virus